# Landtagswahlkreis Oder-Spree III
Der Wahlkreis Oder-Spree III (Wahlkreis 30) ist ein Landtagswahlkreis in Brandenburg. Er umfasst die Städte Beeskow und Fürstenwalde/Spree, die Gemeinden Grünheide (Mark) und Rietz-Neuendorf sowie das Amt Odervorland aus dem Landkreis Oder-Spree. Wahlberechtigt waren bei der letzten Landtagswahl 51.678 Einwohner.

## Landtagswahl 2024
Bei der Landtagswahl 2024 wurde Kathleen Muxel im Wahlkreis direkt gewählt.
Die weiteren Ergebnisse:
| Gegenstand der Nachweisung | Gegenstand der Nachweisung | Erst- stimmen | Erst- stimmen | Zweit- stimmen | Zweit- stimmen |
| Bewerber                   | Partei                     | Anzahl        | %             | Anzahl         | %              |
| -------------------------- | -------------------------- | ------------- | ------------- | -------------- | -------------- |
| Wahlberechtigte            | Wahlberechtigte            | 51.678        | 51.678        | 51.678         | 51.678         |
| Wählende                   | Wählende                   | 36.015        | 69,7 %        | 36.015         | 69,7 %         |
| Ungültige Stimmen          | Ungültige Stimmen          | 557           | 1,5 %         | 324            | 0,9 %          |
| Gültige Stimmen            | Gültige Stimmen            | 35.458        | 98,5 %        | 35.691         | 99,1 %         |
| davon                      |                            |               |               |                |                |
| Ulf Kühnel                 | SPD                        | 10.129        | 28,6 %        | 9.414          | 26,4 %         |
| Kathleen Muxel             | AfD                        | 13.082        | 36,9 %        | 12.144         | 34,0 %         |
| Klaus Rundorf              | CDU                        | 4.121         | 11,6 %        | 3.667          | 10,3 %         |
| Erdmute Scheufele          | GRÜNE                      | 736           | 2,1 %         | 946            | 2,7 %          |
| Julia Wiedemann            | Die Linke                  | 1.761         | 5,0 %         | 1.038          | 2,9 %          |
| Matthias Rudolph           | BVB/FW                     | 3.604         | 10,2 %        | 1.150          | 3,2 %          |
| Jasmin Richter             | FDP                        | 652           | 1,8 %         | 217            | 0,6 %          |
| –                          | Tierschutzpartei           | -             | -             | 836            | 2,3 %          |
| –                          | Plus (Piraten, ÖDP, Volt)  | -             | -             | 298            | 0,8 %          |
| –                          | BSW                        | -             | -             | 5.267          | 14,8 %         |
| –                          | III. Weg                   | -             | -             | 38             | 0,1 %          |
| –                          | DKP                        | -             | -             | 22             | 0,1 %          |
| –                          | DLW                        | 1.373         | 3,9 %         | 552            | 1,5 %          |
| –                          | WU                         | -             | -             | 102            | 0,3 %          |

## Landtagswahl 2019
Bei der Landtagswahl 2019 wurde Rolf-Peter Hooge im Wahlkreis direkt gewählt.
Die weiteren Ergebnisse:
| Direktkandidat   | Partei           | Erststimmen in % | Zweitstimmen in % |
| ---------------- | ---------------- | ---------------- | ----------------- |
| Marco Genschmar  | SPD              | 23,5             | 23,9              |
| Karin Lehmann    | CDU              | 14,1             | 13,7              |
| Stephan Wendel   | Die Linke        | 13,9             | 11,1              |
| Rolf-Peter Hooge | AfD              | 25,9             | 27,1              |
| Isabel Hiekel    | GRÜNE            | 8,3              | 8,4               |
| Kai Hamacher     | BVB/FW           | 10,3             | 7,0               |
| –                | PIRATEN          | –                | 0,7               |
| Thomas Kirsch    | FDP              | 4,1              | 4,0               |
| –                | ÖDP              | –                | 0,8               |
| –                | Tierschutzpartei | –                | 3,0               |
| –                | V-Partei³        | –                | 0,2               |

## Landtagswahl 2014
Bei der Landtagswahl 2014 wurde Elisabeth Alter im Wahlkreis direkt gewählt.
Die weiteren Wahlkreisergebnisse:
| Direktkandidat   | Partei    | Erststimmen in % | Zweitstimmen in % |
| ---------------- | --------- | ---------------- | ----------------- |
| Elisabeth Alter  | SPD       | 31,1             | 30,4              |
| Peer Jürgens     | Die Linke | 23,8             | 19,3              |
| Dierk Homeyer    | CDU       | 22,5             | 20,5              |
| Jens-Olaf Zänker | GRÜNE     | 6,0              | 5,3               |
| Manfred Dietrich | FDP       | 1,8              | 1,6               |
| Manuela Kokott   | NPD       | 7,0              | 4,1               |
| Willy Hagemann   | BVB/FW    | 6,2              | 2,4               |
|                  | REP       |                  | 0,2               |
|                  | DKP       |                  | 0,2               |
|                  | AfD       |                  | 14,3              |
| Angelika Meier   | PIRATEN   | 1,7              | 1,6               |

## Landtagswahl 2009
Bei der Landtagswahl 2009 wurde Peer Jürgens im Wahlkreis direkt gewählt.
Die weiteren Wahlkreisergebnisse:
| Direktkandidat    | Partei              | Erststimmen in % | Zweitstimmen in % |
| ----------------- | ------------------- | ---------------- | ----------------- |
| Elisabeth Alter   | SPD                 | 30,4             | 31,4              |
| Peer Jürgens      | Die Linke           | 30,6             | 29,9              |
| Armin Gebauer     | CDU                 | 19,7             | 18,2              |
| -                 | DVU                 | -                | 01,0              |
| Sabine Niels      | GRÜNE               | 05,7             | 05,4              |
| Axel Fachtan      | FDP                 | 07,1             | 07,6              |
| Meinhard Gutowski | 50 Plus             | 01,5             | 01,0              |
| -                 | DKP                 | -                | 00,1              |
| -                 | REP                 | -                | 00,2              |
| -                 | Die-Volksinitiative | -                | 00,2              |
| Manuela Kokott    | NPD                 | 03,8             | 03,4              |
| -                 | RRP                 | -                | 00,4              |
| Jörg Pohl         | Freie Wähler        | 01,1             | 01,1              |

## Landtagswahl 2004
Die Landtagswahl 2004 hatte folgendes Ergebnis:
| Direktkandidat    | Partei          | Erststimmen in % | Zweitstimmen in % |
| ----------------- | --------------- | ---------------- | ----------------- |
| Elisabeth Alter   | SPD             | 27,5             | 29,9              |
| Wolfgang Petenati | CDU             | 20,8             | 18,6              |
| Stefan Sarrach    | PDS             | 37,4             | 31,3              |
| –                 | DVU             | –                | 06,6              |
| Peter Kammer      | Grüne           | 03,3             | 03,1              |
| Steffen Adam      | FDP             | 04,8             | 03,2              |
| Barbara Plenzke   | AfW             | 04,3             | 01,1              |
| –                 | AUB-Brandenburg | –                | 00,6              |
| –                 | DKP             | –                | 00,1              |
| –                 | Graue           | –                | 00,8              |
| –                 | Familie         | –                | 02,4              |
| –                 | 50Plus          | –                | 01,2              |
| –                 | JA              | –                | 00,3              |
| Rainer Jonas      | Offensive D     | 01,8             | 00,4              |
| –                 | BRB             | –                | 00,4              |